# Крижевська Світлана Григорівна
Крижевська Світлана Григорівна (29 червня 1946 р., м. Харків) — українська живописиця, педагогиня, членкиня НСХУ.

## Біографія
Народилася 29 червня 1946 року у Харкові в сім'ї художника України Крижевського Г. З. та лікарки Крижевської (Козакової) А. С.
У 1951 році з родиною переїхала до Одеси, де живе і працює понині.
Захоплення творчістю батька, неабиякий хист до малювання і мистецьке оточення родини зробили життєвий вибір очевидним — у 1961 році вступила до Одеського художнього училища ім. М. Б. Грекова, яке закінчила у 1966 році (викладачі з фаху — Єгорова Т. І., , Філіпенко В. В., Павлюк Г. М.). Наступною віхою у навчанні був Київський Художній Інститут, який закінчила у 1971 році. Викладачами з фаху були Басанець П. О., Виродова-Готьє В. Г., Костецький В. М., Пламеницький А. О.
З 1966 року бере участь у регіональних, всесоюзних, всеукраїнських і міжнародних виставках.
1971—1976 р.р., 1986—1987 — викладала в Одеському художньому училищі.
1997—1998 р.р. — працювала у канадсько-українському бібліотечному центрі в Одеській національній науковій бібліотеці.
З 1996 року постійно співпрацює з Енциклопедією сучасної України як авторка статей-персоналій, з 2004 — з Інститутом енциклопедичних досліджень НАН України. Завдяки наполегливій дослідницькій праці Світлани Крижевської в архівах до Енциклопедії сучасної України була додана та уточнена інформація про багатьох художників.
З 2000 року викладачка з фаху на художньо-графічному факультеті Південноукраїнського національного педагогічного університету ім. К. Д. Ушинського. З 2006 року — старша викладачка кафедри образотворчого мистецтва.
З 1975 року — членкиня Національної спілки художників України.

## Творчість
Творча манера художниці — реалізм. Жанри — портрет (створила галерею портретів сучасників — діячів культури та науки), натюрморт, пейзаж, тематична картина. Особливу увагу Крижевська приділяє збереженню унікального народного мистецтва та архітектури України — на її полотнах зображені мальовані печі сіл Одеської та інших областей, неповторні інтер'єри українських хат із вишитими рушниками, подушками, з дерев'яними прялками і ткацькими верстатами (кроснами), старовинним глиняним посудом. Багато з цього збереглося лише на картинах. Від 1997 досліджує культурну спадщину Північного Причорномор'я, побут українців Подунав'я, нащадків Задунайської Січі на території Румунії.
Оформила книги «Українці за Дунаєм» В. Кушніра (2002), «України часточка в мені» Т. Ананченко (2005), «Чорне море» К. Паустовського, «Утіхи на воді» В. Невмитого (обидві — 2008; усі — Одеса).

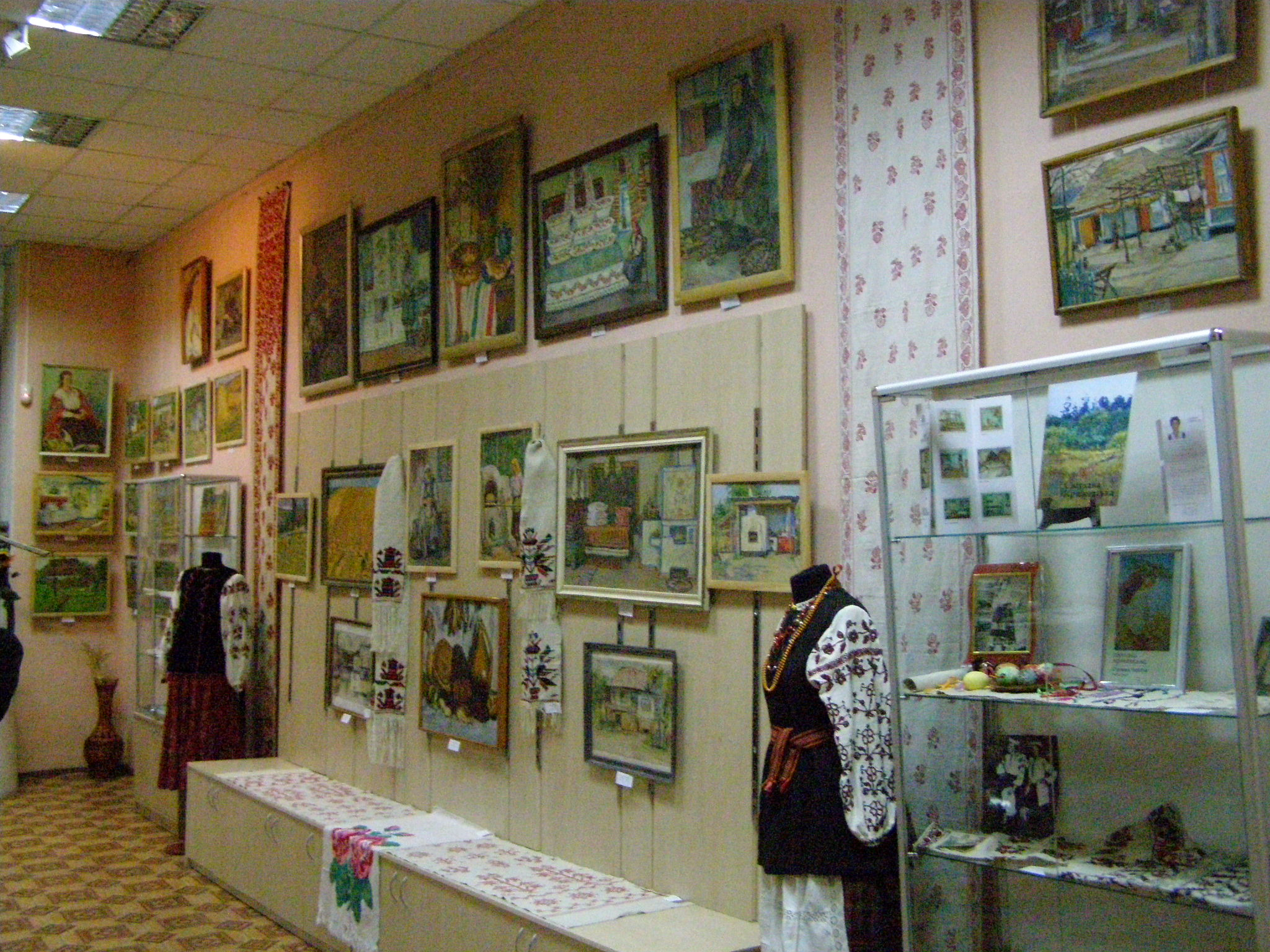
Експозиція «Мандруючи Одещиною» у музеї «Степова Україна»

У 2018 році в одеському музеї «Степова Україна» [Архівовано 23 липня 2018 у Wayback Machine.] протягом п'яти місяців проходила виставка «Мандруючи Одещиною», на якій експонувалися пейзажі та традиційні інтер'єри з різних куточків Одеської області, а також предмети декоративно-ужиткового мистецтва і побуту з особистої колекції і сімейного архіву мисткині.
Світлана Крижевська постійно бере активну участь у регіональних, всеукраїнських та міжнародних виставках, пленерах. Персональні виставки експонувалися в Одесі, Києві, Львові, Чернігові, Харкові, Севастополі, Миколаєві, Стамбулі (Туреччина), Тульчі (Румунія), Бат-Ямі, Тель-Авіві (Ізраїль). Роботи придбані Міністерством культури України та РФ і перебувають у музеях України (Київ, Одеса, Харків, Чернігів, Севастополь, Дрогобич та ін.), Болгарії, Угорщини, РФ, а також у приватних зібраннях в Україні та за кордоном (США, Канада, Австралія, Швейцарія, Франція, Німеччина, Японія та ін).
Світлана Крижевська брала участь у благодійній акції UNESCO-Tchernobyl-aide à l'enfance' в Парижі у 1994 році. Живопис художниці представляв мистецтво Одеси на саміті президентів у Львові у 1999 році, на II Інтеретнічному форумі Єврорегіона Нижній Дунай 2001 в Ізмаїлі і Тульчі (Румунія), у культурній програмі Євробачення-2005 у Києві, на Міжнародному етнофестивалі «Вінок Дуная» у 2011 р. в Одесі під егідою Ради Європи.
У 2017 році в Українському культурному центрі при посольстві України в Ізраїлі відбулася виставка С. Г. Крижевської «Моя Україна», на якій було представлено 20 творів художниці.
Ім'я Світлани Крижевської внесено у Всесвітню енциклопедію «Художники XX століття», яка видається у ФРН, а також у XV том «Енциклопедії сучасної України».
Основні твори: «Червоні подушки» (1967), «За кроснами» (1973), «Роздуми. Г. Крижевський» (1974), «Зимове сонце», «Узимку» (обидва — 1976), «Танкісти» (1978), «Поет М. Нагнибіда» (1987), «Удвох. Старі», «Бабина хатка заквітчана» (обидва — 1990), «Край левади», «У неділю» (обидва — 1992), «Забуті» (1996), «Мистецтвознавець Н. Касько» (1997), «Донести світло» (1998), «Колядники» (1999), «На Івана Купала», «Гітарист А. Шевченко» (обидва — 2000), «Озеро» (2001), «Досвітні вогні», «Степова Україна» (обидва — 2003), «Літо. Т. Ананченко», «Осінь на Бугазі» (обидва — 2004), «Хранителька. Л. Єрьоменко» (2005), «У садку» (2006), «Осінні квіти» (2007), «Хризантеми і яблука» (2008).

## Викладацька діяльність
8 років викладала фах в Одеському художньому училищі (1971-76, 1986-87).
З 2000 р. викладає малюнок, живопис, композицію у Південноукраїнському національному педагогічному університеті ім. К. Д. Ушинського, з 2006 року — старша викладачка кафедри образотворчого мистецтва.
Керує бакалаврськими та магістерськими роботами.
Готує студентів до участі в олімпіадах, творчих виставках, конкурсах.
Пише методичні рекомендації за профільними предметами.
Бере участь у науково-практичних конференціях.
Заохочує студентів до участі в організації та проведенні виставок в музеях міста.
Проводить навчально-творчі пленери студентів у музейних комплексах і культурно-історичних заповідниках України.
Є постійною членкинею журі міських, обласних, всеукраїнських і міжнародних конкурсів дитячої та юнацької творчості.

## Родина
- Батько — Крижевський Григорій Зіновійович, заслужений художник України (1918—1992).
- Мати — Крижевська (Козакова) Антоніна Семенівна, лікарка-терапевтка вищої категорії (1920—2002).
- Чоловік — Гармидер Геннадій Васильович, графік, живописець, член НСХУ.
- Старша донька — Гармидер Наталія Геннадіївна, художниця, членкиня НСХУ.
- Молодша донька — Гармидер Дар'я Геннадіївна, підприємиця книжкового ринку, арт-дилерка.